# Agta, Dicamay (jezik)
Dicamay Agta jezik (ISO 639-3: duy; dicamay dumagat), izumrli austronezijski jezik koji se govorio na filipinskom otoku Luzon u provnciji Isabela. Uz još četiri jezika pripadao je sjevernoj ili sjeveroistočnoj podskupini sjevernokordiljerskih jezika, šira sjevernoluzonska skupina filipinskih jezika

## Vanjske poveznice
- Ethnologue (14th)
- Ethnologue (15th)